# Katharina Sommermeyer
Katharina Sommermeyer (Beierstedt, alrededor de 1678-Brunswick, 1 de abril de 1698) es considerada la última mujer acusada de “bruja” en la caza de brujas de la ciudad de Brunswick, condenada a muerte y ejecutada.

## La «última bruja» de Brunswick
Según la contabilidad de la ciudad, Katharina Sommermeyer, de 20 años y natural de Beierstedt, un pequeño pueblo situado a unos 40 kilómetros al sureste de Brunswick. Fue acusada de brujería y condenada a muerte. Murió en la hoguera el 1 de abril de 1698.
Contrariamente a la creencia popular de que Tempel Anneke, que fue ejecutada como «bruja» en Brunswick en 1663, fue la última «bruja» ejecutada en la ciudad, ahora se sabe con certeza que hubo al menos otros tres juicios por brujería tras la ejecución de Tempel Anneke en 1663: Elisabeth Lorentz en 1667, Lücke Behrens en 1671 y Katharina Sommermeyer en 1698. Las actas de los juicios de Lorentz y Behrens se encuentran en los archivos de la ciudad de Brunswick. El caso Sommermeyer está documentado por las cuentas del tesoro.